# CDPA辯論錦標賽
CDPA辯論錦標賽（英語：CDPA Debate Championship，簡稱CDPA盃），是由中華辯論推廣協進會所主辦的中文辯論比賽，賽制採新式奧瑞岡五五四整分制（即為申論、質詢、答辯時間皆為五分鐘，結辯時間為四分鐘），進程採單敗淘汰制（第八屆改制，初賽採互咬循環制；第十屆改制，初賽採三角循環制）。以資源優渥、免報名費、規模龐大為主要賣點，在台灣辯論圈屬於大規模比賽。於每年3月舉辦，除了首屆及第九屆、第十屆於5月及第八屆於4月舉辦。

## 沿革

### 協會成立
2012年時，中華辯論推廣協進會創會理事長賈培德發現當時，許多辯論盃賽面臨停辦危機（如2012年租稅教育盃停辦）、大學辯論社團倒閉，台灣辯論風氣低落。所以希望已出社會的辯論人能藉由辯論協會的成立，有個媒介去回饋校園辯論圈的發展與推動，找了李欣晏共同於2013年1月5日成立了中華辯論推廣協進會，由李欣晏擔任首屆秘書長，並於2013年5月23日與東吳大學正言社共同主辦首屆CDPA辯論錦標賽。

### 比賽停辦
2017年、2018年因協會虧損、資金不足，故停辦兩年；2020年因新冠疫情影響，故停辦一年，且舉辦第一屆CDPA文字辯論賽。

## 資源
為鼓勵一些資源不足的小社團、新社團，不被高額報名費或外地住宿費而限制，協會從辯論圈前輩們贊助的款項去舉辦免報名費的比賽，並且提供選手村或是住宿費補助。題目習慣採取經典政策型命題，如：死刑存廢、性交易合法化、核電存廢等，為避免比賽準備上資源差距帶來的不公平，並將獎金制度由多數辯論盃賽慣例的冠亞季殿獎金制（僅冠、亞、季、殿軍能獲得獎金）改為勝場獎金累積制（在每個階段勝方皆能獲得累積獎金），讓缺乏資源的社團能藉此盡可能的不被資源所限制。

## 歷屆賽事

### CDPA辯論錦標賽
| 屆次 | 舉辦日期          | 辯題                             | 冠軍         | 亞軍                 | 季軍                       | 來源          |
| ---- | ----------------- | -------------------------------- | ------------ | -------------------- | -------------------------- | ------------- |
| 一   | 2013年5月26、27日 | 我國普通刑法應廢除死刑           | 中國醫藥大學 | 臺北大學             | 中國文化大學、臺灣海洋大學 | [ 4 ]         |
| 二   | 2014年3月15、16日 | 我國私立大學應取消學雜費金額限制 | 政治大學     | 中國文化大學         | 世新大學、成功大學         | [ 5 ]         |
| 三   | 2015年3月21、22日 | 我國應許可性交易產業經營         | 世新大學     | 政治大學             | 中國文化大學、臺灣科技大學 | [ 6 ]         |
| 四   | 2016年3月12、13日 | 我國應課徵證券交易所得稅         | 政治大學     | 東吳大學             | 臺北科技大學、逢甲大學     | [ 7 ]         |
| 五   | 2019年3月9、10日  | 我國中央政府體制應採內閣制       | 東吳大學     | 成功大學             | 政治大學、中興大學         | [ 8 ] [ 9 ]   |
| 六   | 2021年3月27、28日 | 我國核四應商轉發電               | 政治大學     | 臺灣大學             | 淡江大學、成功大學         | [ 10 ] [ 11 ] |
| 七   | 2022年3月26、27日 | 我國立法委員選舉應採聯立制       | 臺灣師範大學 | 輔仁大學             | 臺北大學、東吳大學         |               |
| 八   | 2023年4月22～24日 | 臺灣普通刑法應廢除死刑           | 中正大學     | 成功大學             | 臺北大學、馬來亞大學       |               |
| 九   | 2024年5月4、5日   | 臺灣應廢除原住民保留地移轉限制   | 中正大學     | 東華大學             | 政治大學、新加坡國立大學   | [ 12 ]        |
| 十   | 2025年5月10、11日 | 臺灣應廢除移工私人仲介制度       | 東華大學     | 新加坡文禮國際辯論隊 | 彰化師範大學、臺灣大學     |               |

### CDPA文字辯論賽
| 屆次 | 舉辦日期                | 組別   | 辯題                                                        | 冠軍     | 亞軍         | 季軍     | 殿軍     |
| ---- | ----------------------- | ------ | ----------------------------------------------------------- | -------- | ------------ | -------- | -------- |
| 一   | 2020年4月14日 ～5月31日 | 大學組 | 管制假消息對台灣社會利大於弊／ 管制假消息對台灣社會弊大於利 | 臺灣大學 | 高雄科技大學 | 成功大學 |          |
| 一   | 2020年4月14日 ～5月31日 | 高中組 | 全球化對發展中國家利大於弊／ 全球化對發展中國家弊大於利     | 師大附中 | 竹科實中     | 新竹女中 | 鳳山高中 |

## 最佳辯士
最佳辯士為整場賽事唯一的個人獎項，每屆均會選出一名最佳辯士。獲選最佳辯士條件如下：
- 四強隊伍
- 出賽至少三場

而遴選方法為，以辯士表現擇優三場，每場平均個人名次加總，累計名次最少者，獲選為最佳辯士。
名次相同時，比序辦法順序如下：
1. 擇優三場，每場平均個人名次加總，累計名次最少者
2. 擇優四場，每場平均個人名次加總，累計名次最少者
3. 團體成績較佳者
4. 個人總分平均較佳者
5. 申論總分平均較佳者
6. 質詢總分平均較佳者
7. 答辯總分平均較佳者

若到最後仍分不出高低，則並列為最佳辯士。
| 屆次 | 入圍辯士     | 入圍辯士             | 入圍辯士 | 入圍辯士       | 入圍辯士   | 入圍辯士 | 入圍辯士 | 入圍辯士 | 最佳辯士     |
| ---- | ------------ | -------------------- | -------- | -------------- | ---------- | -------- | -------- | -------- | ------------ |
| 一   | 臺北大學     |                      |          |                |            |          |          |          | 臺北大學     |
| 一   | 黃家軍       | 黃家軍               |          |                |            |          |          |          |              |
| 二   | 中國文化大學 | 成功大學             | 政治大學 | 世新大學       |            |          |          |          | 政治大學     |
| 二   | 鄭維安       | 陳立欣               | 江運澤   | 簡東辰         | 江運澤     |          |          |          |              |
| 三   | 世新大學     | 政治大學             | 政治大學 | 中國文化大學   |            |          |          |          | 政治大學     |
| 三   | 呂哲海       | 蕭靖穎               | 江運澤   | 丁文凱         | 江運澤     |          |          |          |              |
| 四   | 臺北科技大學 | 政治大學             | 政治大學 | 逢甲大學       | 東吳大學   |          |          |          | 政治大學     |
| 四   | 王靖閔       | 黃婉儀               | 洪郁萱   | 魏駿宇         | 曾厚恩     | 洪郁萱   |          |          |              |
| 五   | 東吳大學     | 政治大學             | 政治大學 | 成功大學       | 中興大學   |          |          |          | 東吳大學     |
| 五   | 林聖偉       | 施敦仁               | 鍾璨鴻   | 李承哲         | 歐哲瑋     | 林聖偉   |          |          |              |
| 六   | 淡江大學     | 臺灣大學             | 臺灣大學 | 臺灣大學       | 政治大學   | 政治大學 | 政治大學 | 成功大學 | 臺灣大學     |
| 六   | 洪惇旻       | 徐梁育               | 秦偉翔   | 陳文謙         | 楊子賢     | 施敦仁   | 李守治   | 李承哲   | 秦偉翔       |
| 七   | 臺灣師範大學 | 臺灣師範大學         | 東吳大學 |                |            |          |          |          | 臺灣師範大學 |
| 七   | 邱存敏       | 顏廷宇               | 劉晴瑄   | 顏廷宇         |            |          |          |          |              |
| 八   | 成功大學     | 中正大學             | 臺北大學 | 臺北大學       | 馬來亞大學 |          |          |          | 成功大學     |
| 八   | 黃家綸       | 楊秉芳               | 林芳賢   | 任奕晨         | 陳俊耀     | 黃家綸   |          |          |              |
| 九   | 中正大學     | 東華大學             | 政治大學 | 新加坡國立大學 |            |          |          |          | 中正大學     |
| 九   | 楊秉芳       | 曾俊翔               | 陳威屹   | 劉哲沛         | 楊秉芳     |          |          |          |              |
| 十   | 臺灣大學     | 新加坡文禮國際辯論隊 | 東華大學 | 彰化師範大學   |            |          |          |          | 東華大學     |
| 十   | 賴羿慈       | 喬益琳               | 蔡秉宸   | 周進典         | 蔡秉宸     |          |          |          |              |

## 備註
1. ↑  附加定義：普通刑法係指「陸海空軍刑法」以外之刑法，包含但不限於中華民國刑法、刀械槍炮彈藥管制條例、毒品危害防治條例等。
2. ↑  附加定義：反方須同時維持學費與雜費金額之限制，且雙方皆不得廢除私立大學。
3. ↑  附加定義：1、現狀為不許可。2、中華民國100年11月4日社會秩序維護法修正條文實施前，已合法存續之性交易經營場所或從業人員，不視為許可。
4. ↑  附加定義：證券係指證券交易法第六條所稱之有價證券。
5. ↑  附加定義：雙方不得變更中央政府體制。
6. ↑  附加定義：普通刑法係指「陸海空軍刑法」以外之刑法，包含但不限於中華民國刑法、刀械槍炮彈藥管制條例、毒品危害防治條例等。
7. ↑  附加定義：
壹、題目之移工係指就業服務法第四十六條第一項第八款、第十款之產業移工，與第九款之社福移工。
貳、雙方均不得全面禁止雇主聘僱前開任一類型之移工。